# Problema do horizonte
Problema do horizonte (às vezes chamado de problema da homogeneidade) é uma questão sobre o modelo cosmológico padrão do Big Bang que foi identificada no final dos anos 1960, principalmente por Charles Misner. Ele aponta que diferentes regiões do universo não "entraram em contato" entre si por causa das grandes distâncias entre elas, mas, no entanto, têm a mesma temperatura e outras propriedades físicas. Em princípio, isto não deveria ser possível, uma vez que a transferência de informação (ou energia, calor, etc.) pode ocorrer, no máximo, à velocidade da luz.
Duas teorias que tentam resolver o problema do horizonte são a teoria da inflação cósmica e a velocidade da luz variável.